# 阿尔夫·汉森
阿尔夫·汉森（挪威語：Alf Hansen，1948年7月13日—），挪威男子赛艇运动员。他曾代表挪威参加1972年、1976年、1984年和1988年夏季奥林匹克运动会赛艇比赛，共获得一枚金牌和一枚银牌。